# Homeopathy (журнал)
Homeopathy — рецензируемый медицинский журнал лондонского факультета гомеопатии, освещающий исследования, обзоры и дебаты по всем аспектам гомеопатии, псевдонаучной формы альтернативной медицины.
Журнал реферируется и индексируется в CINAHL, Current Contents/Clinical Medicine, Embase/Excerpta Medica, Index Medicus/MEDLINE/PubMed, Science Citation Index Expanded, Scopus. По данным Journal Citation Reports, импакт-фактор журнала за 2015 год был подавлен из-за чрезмерного самоцитирования, а в 2019 году составил 1,704.

## История
Журнал был основан в 1911 году как British Homoeopathic Journal в результате слияния British Homoeopathic Review и Journal of the British Homoeopathic Society. Свое нынешнее название он получил в 2001 году, а главным редактором является доктор Роберт Мати. Первоначально журнал издавался издательской группой Nature Publishing Group, а затем был опубликован компанией Elsevier. Решение Elsevier публиковать этот журнал было поставлено под сомнение, учитывая доказанную неэффективность гомеопатии и ее ненаучный статус. Вице-президент Elsevier по глобальным корпоративным отношениям Томас Реллер защитил решение Elsevier публиковать журнал, заявив: «Мы поддерживаем дебаты по этой теме». С 2018 года журнал публикуется издательством Thieme Medical Publishers.